# Поток Шандровац
Поток Шандровац је водени ток на Фрушкој гори, десна је притока Дунава, дужине је 5,6km и површине слива 4,6km².
Извире као периодични ток под називом Кишњи поток на северним падинама Фрушке горе, испод површинског копа „Кишњева глава”, јединог активног каменолома у Војводини, на 240 м.н.в. Тече у правцу севера и низводно од западног дела насеља Нови Лединци улива се у Дунав наспрам мале аде, низводно од аде Мачков пруд (77м.н.в.). Амплитуде протицаја крећу се од 3 л/с до 13 m³/с.